# مجازات اعدام در نوار غزه
مجازات اعدام در نوار غزه مجازاتی برگرفته از شریعت اسلامی است که قوه قضاییه در نوار غزه آنرا به عنوان مجازات پانزده جرم که عمدتاً مسائل سیاسی هستند که بر امنیت دولت تأثیر می‌گذارد و در قانون مجازات شماره ۷۴ مصوب ۱۹۳۶ ذکر گردیده اجرا می‌کند. تا دسامبر ۲۰۱۸، دادگاه‌های نوار غزه ۱۸۶ حکم اعدام صادر کرده بودند که ۱۲۸ مورد آن پس از سال ۲۰۰۷ بوده‌است.